# أرسلاناجيكا سوبريجا
أرسلاناجيكا سوبريجا ويعرف أيضًا باسم هاجدار-بيغوفا زوبريا، هو جسر في بلدية تريبينيي، البوسنة والهرسك، ومنذ 25 يناير 2006 أصبح نصب تذكاري وطني للبوسنة والهرسك.